# Daïra de Hammam Righa
La daïra de Hammam Righa est une circonscription administrative algérienne située dans la wilaya d'Aïn Defla. Son chef-lieu est situé sur la commune éponyme de Hammam Righa.

## Communes
La daïra regroupe les trois communes d'Aïn Torki, Aïn Benian et Hammam Righa.